# The Remix
The Remix —en español: La remezcla— es el primer álbum de remezclas de la cantante estadounidense Lady Gaga, lanzado en Japón el 3 de marzo de 2010. Un relanzamiento mundial fue lanzado el 3 de mayo de 2010, y luego el 3 de agosto de 2010 en Estados Unidos. El disco recopila remezclas de algunas canciones de sus álbumes The Fame y The Fame Monster. Entre las canciones, se encuentran sus tres sencillos de éxito mundial «Just Dance», «Poker Face» y «Bad Romance».
The Remix recibió comentarios mixtos por parte de los críticos de música contemporánea, acumulando 50 de 100 puntos de acuerdo con Metacritic. Comercialmente, tuvo una buena recepción, entró en el repertorio de los diez más en vendidos en países como Canadá, los Estados Unidos, Japón, México y el Reino Unido. El álbum ha vendido más de 1.500.000 copias a nivel mundial.

## Antecedentes y lanzamiento
El 15 de abril de 2010, The Guardian informó que Gaga había colaborado con varios artistas, entre ellos Pet Shop Boys, Passion Pit y el roquero Marilyn Manson, para un álbum de remezclas.
El álbum fue lanzado originalmente en Japón el 3 de marzo de 2010, contando con dieciséis remixes de las canciones de Gaga. La edición mundial, la cual cuenta con diecisiete remixes, fue lanzada el 3 de mayo de 2010. El 8 de julio, Interscope Records, discográfica de la cantante, confirmó que el álbum también iba a estar disponible en los Estados Unidos.
En la portada original del álbum, Gaga se muestra sin ropa y con un estilo un tanto roquero. Además, aparece con el cuerpo herido, además de tener stickers pegados al cuerpo con leyendas sugerentes que tapan sus partes íntimas. En la portada alternativa, Gaga aparece mirando de perfil con un sombrero blanco y el cabello rojizo.

## Composición
El disco cuenta con el apoyo de distintos productores e incluso cantantes, como Marilyn Manson, quien aparece como apoyo vocal en el remix de «LoveGame». Passion Pit hizo una remezcla de  «Telephone», mientras que el dúo británico Pet Shop Boys colaboró en un remix de «Eh, Eh (Nothing Else I Can Say)». Otros artistas que aparecen en el álbum son Alphabeat, Frankmusik, Stuart Price, Monarchy y Robots to Mars.
El músico inglés Stuart Price hizo una remezcla de la canción «Paparazzi» en la cual le agregó un sonido electrónico, cambiando el medio tiempo original de la canción. El productor también modificó notablemente la voz de la cantante, que de acuerdo con Escuerdo de Phoenix New Times, tiene un ambiente similar a la selva. «Bad Romance» fue remezclado por Starsmith, quien lo convirtió en una canción completamente dance.

## Recepción

### Comentarios de la crítica
The Remix recibió comentarios mixtos por parte de los críticos de música contemporánea, acumulando 50 de 100 puntos de acuerdo con Metacritic.
Simón Cage del periódico Daily Express, le dio al álbum tres de cinco estrellas, y comentó que «el verdadero talento de Gaga es vender un mismo álbum una y otra vez [...] esta bien pero, ya basta». El crítico de música J. D. Considine del periódico The Globe and Mail, al revisar el álbum, dio una crítica positiva y elogió el piano y la voz de Gaga en la versión acústica de «Poker Face», añadiendo que «el acústico es la canción más brillante de su nuevo disco de remixes —su segundo álbum en 9 meses— y ni siquiera es un remix, sino una versión sin adornos de "Poker Face"». Robert Copsey de Digital Spy puntuó al disco con cuatro de cinco estrellas y comentó que «The Remix se siente como una progresión bastante natural a diferencia de la etiqueta de dinero que es asociada comúnmente con este tipo de lanzamientos. Es más, cuenta con el aporte de varias mezclas sabrosas de veteranos de clase mundial y de los nuevos talentos de moda, ambos vitales para mantener fresca la música de la cantante». Stephen Thomas Erlewine de Allmusic le dio al álbum tres de cinco estrellas y comentó que:

«Con diecisiete temas, The Remix bordea el exceso, pero eso es apropiado para Gaga, que ha hecho de la desmesura su razón de ser. Algunos de los remixes incluidos son muy buenos, sobre todo cuando provienen de cualquiera de los veteranos de este juego (Pet Shop Boys) o algo que se acerca a la última moda (Space Cowboy). No hace falta decir que esto no es un complemento indispensable en el canon de Gaga, pero hay brillo y glamour para disfrutar».
Stephen Thomas Erlewine, crítico de Allmusic

Mark Beech de Bloomberg TV calificó al álbum con dos de cinco estrellas y dijo que «la Madonna de nuestros tiempos, Lady Gaga, ha sacado otra versión de su debut álbum. Las familiares canciones, ahora en peligro de ser reproducidas a muerte, han recibido un nuevo brillo por parte de Pet Shop Boys y Stuart Price». Matthew Richardson de Prefix Magazine revisó el remix de la canción «Alejandro» a cargo de The Sound of Arrows y dijo que «ellos han estado lanzando material poco a poquito, pero la calidad ha sido tal que la gente aún sigue prestándoles atención. Mientras todos esperamos que su álbum decaiga, espero que en algún momento antes de que el mundo acabe, este remix que el dúo hizo de la canción de Gaga "Alejandro", ha surgido recientemente». Mónica Herrera de la revista estadounidense Billboard le dio al disco una crítica favorable añadiendo que «Gaga ha empleado una colección de productores que son más que capaces para hacer canciones 'hechas para bailar' de The Fame y The Fame Monster».

### Rendimiento comercial
El álbum tuvo una aceptable recepción comercial, a pesar de no contener ningún material inédito y no recibir promoción por parte de la cantante. Mundialmente, el disco vendió 500.000 copias legales antes de ser lanzado en los Estados Unidos.
En América del Norte, The Remix debutó en la quinta posición en Canadá. En México, el disco debutó en la posición número 14, y dos semanas después logró llegar a la quinta posición. El 21 de agosto de 2010, en Estados Unidos el disco debutó en la sexta posición de la Billboard 200 con 39.000 copias legales vendidas. Por otro lado, The Remix debutó en la primera posición de la lista Dance/Electronic Albums convirtiéndose en el tercer número 1 de la cantante. Al debutar en la primera posición, The Remix logró superar a The Fame y The Fame Monster, los cuales bajaron al número 2 y número 3 respectivamente, haciendo a Gaga, de acuerdo con Keith Caulfield, gerente de la Billboard 200, la primera artista en los nueve años de la lista en tener tres álbumes en las tres primeras posiciones. Con el debut del disco, Gaga se convirtió en la primera artista, luego de Garth Brooks, en tener tres álbumes en el top 30. Al 7 de octubre de 2011, el álbum logró superar las 249.000 copias digitales en el país. Hasta el 25 de febrero de 2018, había vendido 315 mil copias en los Estados Unidos.
Después del lanzamiento en Japón, el álbum debutó en la posición número nueve de la lista Oricon Japanese Albums Chart, y luego alcanzó la séptima posición. Durante marzo de 2011, la empresa de certificaciones discográficas de Japón, RIAJ, le otorgó el reconocimiento de disco de platino por haber vendido más de 250.000 copias legales.
En Oceanía y Europa, The Remix entró en el repertorio de los quince más vendidos en Australia y Nueva Zelanda. Más concretamente, en Australia, el disco debutó en el puesto número 12, siendo esta su mejor posición. En Nueva Zelanda, el disco debutó en la posición número diecisiete, y dos semanas después, subió hasta la novena posición. En Europa, el disco entró en el repertorio de los diez más vendidos en Bélgica, Irlanda, Países Bajos, Reino Unido y República Checa, y llegó al número 1 en Grecia. Al 31 de mayo de 2011, el álbum logró superar las 132.000 copias en el Reino Unido.

## Lista de canciones
- Edición mundial

| The Remix |                                                                       |          |  |
| N.º       | Título                                                                | Duración |  |
| 1.        | «Just Dance» (Richard Vission Remix)                                  | 6:13     |  |
| 2.        | «Poker Face» (LLG vs. GLG Radio Mix)                                  | 4:02     |  |
| 3.        | «LoveGame» (Chew Fu Ghettohouse Mix con Marilyn Manson)               | 5:20     |  |
| 4.        | «Eh, Eh (Nothing Else I Can Say)» (FrankMusik "Cut Snare Edit" Remix) | 4:03     |  |
| 5.        | «Paparazzi» (Stuart Price Remix)                                      | 3:19     |  |
| 6.        | «Boys Boys Boys» (Manhattan Clique Remix)                             | 6:35     |  |
| 7.        | «The Fame» (Glam As You Remix By Guéna LG Radio Edit)                 | 3:57     |  |
| 8.        | «Bad Romance» (Starsmith Remix)                                       | 4:56     |  |
| 9.        | «Telephone» (Passion Pit Remix)                                       | 5:12     |  |
| 10.       | «Alejandro» (The Sound of Arrows Remix)                               | 3:57     |  |
| 11.       | «Dance in the Dark» (Monarchy "Stylites" Remix)                       | 6:09     |  |
| 12.       | «Just Dance» (Deewaan Remix con Ashking, Wedis, Lush & Young Thoro)   | 4:16     |  |
| 13.       | «LoveGame» (Robots To Mars Remix)                                     | 3:12     |  |
| 14.       | «Eh, Eh (Nothing Else I Can Say)» (Pet Shop Boys Remix)               | 2:49     |  |
| 15.       | «Poker Face» (Piano & Voice Version Live At The Cherrytree House)     | 3:38     |  |
| 16.       | «Bad Romance» (Grum Remix)                                            | 4:53     |  |
| 17.       | «Telephone» (Alphabeat Remix Edit)                                    | 4:48     |  |

- Edición japonesa

| The Remix |                                                                                  |          |  |
| N.º       | Título                                                                           | Duración |  |
| 1.        | «Just Dance» (Space Cowboy Remix)                                                | 5:02     |  |
| 2.        | «Just Dance» (RedOne Remix)                                                      | 4:20     |  |
| 3.        | «Poker Face» (Space Cowboy Remix)                                                | 4:55     |  |
| 4.        | «Poker Face» (LLG vs. GLG Radio Mix)                                             | 4:02     |  |
| 5.        | «Eh, Eh (Nothing Else I Can Say)» (versión de piano eléctrico y beat box humano) | 3:04     |  |
| 6.        | «Eh, Eh (Nothing Else I Can Say)» (Pet Shop Boys Remix)                          | 2:50     |  |
| 7.        | «LoveGame» (Space Cowboy Remix)                                                  | 3:21     |  |
| 8.        | «LoveGame» (Chew Fu Ghettohouse Mix con Marilyn Manson)                          | 5:21     |  |
| 9.        | «Paparazzi» (Yuksek Remix)                                                       | 4:48     |  |
| 10.       | «Paparazzi» (Stuart Price Remix)                                                 | 3:20     |  |
| 11.       | «Bad Romance» (Skrillex Radio Mix)                                               | 4:24     |  |
| 12.       | «Bad Romance» (Starsmith Remix)                                                  | 4:57     |  |
| 13.       | «Bad Romance» (Kaskade Main Remix)                                               | 4:22     |  |
| 14.       | «Telephone» (Alphabeat Remix)                                                    | 4:50     |  |
| 15.       | «Telephone» (Passion Pit Remix)                                                  | 5:14     |  |
| 16.       | «Telephone» (Crookers Vocal Mix)                                                 | 4:50     |  |

- Edición estadounidense

| The Remix |                                                                       |          |  |
| N.º       | Título                                                                | Duración |  |
| 1.        | «Just Dance» (Richard Vission Remix)                                  | 6:13     |  |
| 2.        | «Poker Face» (LLG vs. GLG Radio Mix)                                  | 4:02     |  |
| 3.        | «LoveGame» (Chew Fu Ghettohouse Fix) (con Marilyn Manson)             | 5:20     |  |
| 4.        | «Eh, Eh (Nothing Else I Can Say)» (FrankMusik "Cut Snare Edit" Remix) | 4:03     |  |
| 5.        | «Paparazzi» (Stuart Price Remix)                                      | 3:19     |  |
| 6.        | «The Fame» (Glam As You Remix Radio Edit By Guéna LG)                 | 3:57     |  |
| 7.        | «Bad Romance» (Starsmith Remix)                                       | 4:56     |  |
| 8.        | «Telephone» (Passion Pit Remix)                                       | 5:12     |  |
| 9.        | «Alejandro» (The Sound of Arrows Remix)                               | 3:57     |  |
| 10.       | «Dance in the Dark» (Monarchy 'Stylites' Remix)                       | 6:09     |  |

## Posicionamiento en listas

### Semanales
| Australia                 | Australian Albums Chart  | 12 |
| Brasil                    | Brazilian Albums Chart   | 10 |
| Bélgica (Región Flamenca) | Belgium Albums Chart     | 3  |
| Bélgica (Valonia)         | Belgium Albums Chart     | 6  |
| Canadá                    | Canadian Albums Chart    | 5  |
| España                    | Spanish Albums Chart     | 12 |
| Estados Unidos            | Billboard 200            | 6  |
| Estados Unidos            | Dance/Electronic Albums  | 1  |
| Finlandia                 | Finnish Albums Chart     | 17 |
| Grecia                    | Greek Albums Chart       | 1  |
| Hungría                   | Hungarian Albums Chart   | 30 |
| Irlanda                   | Irish Albums Charts      | 10 |
| Italia                    | Italian Albums Chart     | 22 |
| Japón                     | Japanese Albums Chart    | 7  |
| México                    | Mexican Albums Chart     | 5  |
| Nueva Zelanda             | New Zealand Albums Chart | 9  |
| Países Bajos              | Dutch Albums Chart       | 36 |
| Polonia                   | Polish Albums Chart      | 13 |
| Reino Unido               | UK Albums Chart          | 3  |
| República Checa           | Czech Albums Chart       | 7  |
| Rusia                     | Russian Albums Chart     | 11 |
| Suecia                    | Swedish Albums Chart     | 40 |
| Europa                    | European Top 100 Albums  | 7  |

| Predecesor: Trans-Continental Hustle de Gogol Bordello | Greek Albums Chart — Álbum N° 1 17 de mayo de 2010        | Sucesor: Iron Man 2 de AC/DC   |
| Predecesor: The Fame de Lady Gaga                      | Dance/Electronic Albums — Álbum N° 1 21 de agosto de 2010 | Sucesor: The Fame de Lady Gaga |

### Certificaciones
| País    | Organismo certificador | Certificación | Simbolización | Ref.   |
| ------- | ---------------------- | ------------- | ------------- | ------ |
| Bélgica | IFPI — Bélgica         | Oro           | ●             | [ 45 ] |
| Brasil  | ABPD                   | Oro           | ●             | [ 46 ] |
| Japón   | RIAJ                   | Platino       | ▲             | [ 25 ] |
| Rusia   | NFPP                   | Oro           | ●             | [ 47 ] |

### Anuales
| Bélgica (Flandes) | Belgian Albums Chart         | 56 |
| Bélgica (Valonia) | Belgian Albums Chart         | 59 |
| Canadá            | Canadian Albums Chart        | 47 |
| Estados Unidos    | Dance/Electronic Albums      | 5  |
| Japón             | Japanese Oricon Albums Chart | 41 |

## Historial de lanzamientos
| País           | Fecha               | Formato                                | Ref.                 |
| -------------- | ------------------- | -------------------------------------- | -------------------- |
| Japón          | 3 de marzo de 2010  | CD y descarga digital                  | [ 3 ] [ 32 ]         |
| México         | 27 de abril de 2010 | CD y descarga digital                  | [ 53 ]               |
| Argentina      | 28 de abril de 2010 | CD y descarga digital                  | [ 54 ]               |
| Alemania       | 30 de abril de 2010 | CD y descarga digital                  | [ 28 ]               |
| Australia      | 30 de abril de 2010 | CD y descarga digital                  | [ 29 ] [ 55 ]        |
| Bélgica        | 30 de abril de 2010 | CD y descarga digital                  | [ 56 ]               |
| Dinamarca      | 30 de abril de 2010 | CD y descarga digital                  | [ 57 ]               |
| España         | 30 de abril de 2010 | CD y descarga digital                  | [ 58 ]               |
| Finlandia      | 30 de abril de 2010 | CD y descarga digital                  | [ 59 ]               |
| Francia        | 30 de abril de 2010 | CD y descarga digital                  | [ 30 ]               |
| Italia         | 30 de abril de 2010 | CD y descarga digital                  | [ 60 ]               |
| Noruega        | 30 de abril de 2010 | CD y descarga digital                  | [ 61 ]               |
| Nueva Zelanda  | 30 de abril de 2010 | CD y descarga digital                  | [ 62 ]               |
| Países Bajos   | 30 de abril de 2010 | CD y descarga digital                  | [ 63 ]               |
| Polonia        | 30 de abril de 2010 | CD y descarga digital                  | [ 64 ]               |
| Portugal       | 30 de abril de 2010 | CD y descarga digital                  | [ 65 ]               |
| Suecia         | 30 de abril de 2010 | CD y descarga digital                  | [ 66 ]               |
| Canadá         | 4 de mayo de 2010   | CD y descarga digital                  | [ 67 ]               |
| Colombia       | 4 de mayo de 2010   | CD y descarga digital                  | [ 68 ]               |
| Italia         | 4 de mayo de 2010   | CD y descarga digital                  | [ 69 ]               |
| México         | 4 de mayo de 2010   | CD y descarga digital                  | [ 70 ]               |
| Alemania       | 7 de mayo de 2010   | CD y descarga digital                  | [ 71 ]               |
| Reino Unido    | 7 de mayo de 2010   | CD y descarga digital                  | [ 31 ]               |
| Reino Unido    | 10 de mayo de 2010  | CD y descarga digital                  | [ 72 ]               |
| Estados Unidos | 3 de agosto de 2010 | CD, disco de vinilo y descarga digital | [ 73 ] [ 74 ] [ 75 ] |

## Créditos y personal
- Voz principal: Lady Gaga
- Mezcla y producción adicional: Alphabeat, Crookers, Passion Pit, Stuart Price, Skrillex, Space Cowboy, Starsmith y Yuksek.
- Productor ejecutivo: Vincent Herbert.
- Gestión: Troy Carter.
- Fotografía: David Chappelle.
- Compositores: Lady Gaga, Beyoncé, LaShawn Daniels, Lazonate Franklin, Rob Fusari, Martin Kierszenbaum, RedOne y Aliaune Thiame.
- Voz secundaria: Marilyn Manson, Beyoncé, Colby O'Donis, Ashking, Wedis, Lush, Young Thoro,  Kardinal Offishall

Fuentes: créditos en Allmusic y créditos en Discogs